# Tijani Babangida
Tijani Babangida, nigerijski nogometaš, * 25. september 1973, Kaduna, Nigerija.
Sodeloval je na nogometnemu delu poletnih olimpijskih iger leta 1996 in osvojil naslov olimpijskega prvaka.